# Pirrolina
Le pirroline, o (mono)azoline, note anche come diidropirroli, sono tre diversi composti organici eterociclici non aromatici che differiscono tra loro per la posizione del doppio legame rispetto all'atomo di azoto (eteroatomo). Le pirroline derivano formalmente dal pirrolo attraverso idrogenazione.
Le tre pirroline appartengono a tre classi diverse di composti chimici: l'1-pirrolina è un'immina ciclica, la 2-pirrolina è un'enammina ciclica, mentre la 3-pirrolina un'ammina ciclica insatura. In quanto tali, il doppietto libero del loro atomo di azoto non è impegnato nell'aromaticità dell'anello, come accade nel pirrolo (pKa dell'acido coniugato = -3,8), per cui in soluzione acquosa mostrano netta basicità.
Le pirroline sono intermedie per grado di insaturazione tra il pirrolo, aromatico, e la pirrolidina, alifatica. Le pirroline, infatti, per un'ulteriore addizione formale di idrogeno danno la pirrolidina.
|             |             |             |
| 1-Pirrolina | 2-Pirrolina | 3-Pirrolina |

## Pirroline sostituite
Alcuni esempi notevoli di pirroline contenenti sostituenti:
- 2-acetil-1-pirrolina, un composto aromatico con un odore simile al pane bianco
- Tienamicina, un antibiotico β-lattamico
- MTSL, un composto utilizzato per alcuni esperimenti di NMR
- Pirrolisina, un aminoacido proteinogenico assente nell'uomo
- Acido 1-pirrolin-5-carbossilico, un metabolita biosintetico
- Porfirina, costituita da due coppie di aneli pirrolici alternati ad anelli pirrolinici, collegati attraverso ponti metinici (=CH−)

Le 2- e 3-pirroline N -sostituite possono essere generate mediante reazioni di metatesi con chiusura d'anello.